# 河田佳蔵獄中日記
河田佳蔵獄中日記（かわたかぞうごくちゅうにっき）は、幕末の徳山藩士･河田佳蔵（徳山七士の一人）が獄中で綴った日記。周南市立中央図書館所蔵。

## 概要
幕末の徳山藩士･河田佳蔵が獄中において綴った日記で、元治元年（1864年）8月19日から10月24日までが記述されており、保守派の富山源次郎暗殺に失敗した佳蔵の逃亡の様子や獄中での生活の様子が克明に綴られている。通常、獄中の人間の日記は獄中の外へ持ち出されることはあり得ないが、それを看視する獄吏が見て見ぬ振りをしたのか、現在でも周南市立中央図書館の郷土資料室で閲覧可能。徳山藩の穢多の具体的な姿の記述があり、一度御役御免となっていた富山源次郎が復役した頃から、穢多に関する記述が増えてくる。また、徳山藩の穢多の記述は同じく徳山七士の一人である浅見安之丞の『浅見安之丞獄中日記』にもある。

## 記述内容
- 8月19日、浜崎の牢に入れられる。
- 8月21日、「牢中の自分も冷えが堪えるが牢番（徳山藩においては穢多のこと）はもっと夜冷えに堪えるかもしれない」と記述。
- 8月28日、白洲に引き出され取調べを受ける。
- 9月6日、9月2日に河田家の家名断絶が言い渡され、妻や両親が富山門の東に偶居になったことを知る。その衝撃からか9月14日まで日記が中断。
- 9月14日、日記を再開。
- 9月22日、山口から奇兵隊150人が徳山藩領にやって来たことが知らされ、幕府による第一次長州征伐が差し迫っていることの緊迫感が伝えられる。
- 10月7日、晴天の日が続き、秋の豊作が見込めるとあって「毎夜春挽之声聞へ夥敷候得共、我心中之憂止時無之悲哉」と記述。
- 10月11日、一度御役御免になった富山源次郎が復役したことが知らされる。この頃から穢多に関する記述が増えてくる。具体的には、穢多の添番･藤二郎から茹で芋を馳走されたこと、穢多･滝二郎から香煎を馳走されたこと、穢多･新酒を馳走されたこと、穢多･泉助より汁一杯を馳走になったこと、穢多･兵吉よりの芋粥馳走などである。また、身の振り方についての情報も、牢番である穢多を通じてしか入らなくなる。
- 10月14日、穢多･泉助から兄から依頼された伝言を聞かされ、次第に気を弱くしていた佳蔵は「有り難い」と涙にむせぶ。
- 10月22日、牢番から筆と紙を手渡される。
- 10月23日、穢多の庄左衛門から柿3つ、穢多･利吉から餅1つを馳走される。その時の心中について「可漸斯落泊スレハ所詮心鄙劣飲食へ案思外無之、可嘆々々」と記述。
- 10月24日、井上唯一と共に処刑される。